# De drie heelmeesters
De drie heelmeesters is een sprookje dat werd genoteerd door de gebroeders Grimm voor Kinder- und Hausmärchen met volgnummer KHM118. De oorspronkelijke naam is Die drei Feldscherer.

## Het verhaal
Drie heelmeesters reizen door de wereld en ze komen in een herberg. De waard wil hun kunsten zien en de eerste wil zijn eigen hand afhakken en vertelt dat de hand de volgende ochtend weer aangegroeid zal zijn. De tweede zal zijn hart uitrukken en de derde zal zijn ogen uitsteken. Ze hebben een zalfje dat alles geneest. Ze doen wat ze gezegd hebben en leggen de lichaamsdelen bij elkaar op een bord. De waard geeft het bord aan een meisje en zij moet het in een kast opbergen. Het meisje heeft een soldaat als geheime liefde en deze komt om iets te eten. Ze vergeet de kastdeur dicht te doen en praat met haar geliefde. De kat komt naar de kast en gaat met de hand, het hart en de ogen naar buiten. Het meisje merkt later dat het bord leeg is en ze vertelt haar vrijer wat er is gebeurd.
De soldaat vertelt over een dief aan de galg, hij zal de hand van de zondaar halen. Hij steekt de ogen van de kat uit en haalt een varkenshart uit de kelder. Het meisje legt deze spullen op het bord en doet de kast op slot. Ze neemt afscheid van haar vrijer en gaat naar bed. De heelmeesters staan op en laten het meisje het bord halen. De eerste heelmeester zet de dievenhand tegen zijn pols en bestrijkt het met de zalf. De tweede pakt de kattenogen en doet ze in zijn gezicht en de derde stopt het varkenshart in zijn borst. De waard wil iedereen vertellen over de kunsten van de drie en zij betalen hun rekening en reizen verder. Degene met het varkenshart snuffelt in alle hoeken en de tweede wrijft steeds in zijn ogen, hij kan niet meer goed zien.
Moeizaam lopen ze tot ze bij een andere herberg komen. Een rijke heer telt zijn geld en de dievenhand grijpt hier wat van. 's Nachts wordt degene met de kattenogen wakker en ziet nu witte muisjes rondrennen. De andere twee zien niks en ze besluiten terug te gaan naar de waard van de eerste herberg. Ze willen hun eigen lichaamsdelen terug en het meisje wordt geroepen, maar ze is al door de achterpoort gerend. De drie heelmeesters willen veel geld van de waard, anders zullen ze 'de rode haan op zijn dak zetten' (de herberg in brand steken). Hij geeft alles wat hij bezit en kan lenen en het drietal trekt verder. Ze hebben genoeg voor de rest van hun leven, maar hadden liever hun eigen lichaamsdelen gehouden.

## Achtergronden
- Het sprookje komt uit Zwehrn in Nederhessen.
- Een versie uit de Lage Landen heet De drie opschepperige geneesheren.
- Een soortgelijk verhaal staat in de Gesta Romanorum, waarin een dokter een geitenoog krijgt. In een verhaal van Hans Sachs zet een dokter een varkensoog in. Het inzetten van een ander oog of hart komt ook voor in IJslandse en Schotse sagen.
- De gebroeders Grimm verwezen naar meer verwante verhalen.
- Het is mogelijk afgesneden lichaamsdelen, zoals handen, terug te zetten. Het vervangen van hoornvlies is mogelijk, zie ook transplantatie. Harttransplantatie is mogelijk en een menselijk hartklep kan door die van een varken vervangen worden, zie xenotransplantatie.
- Ook de legendarische dokter Faust kan zijn lichaamsdelen verwijderen en weer aanzetten, zie bijvoorbeeld Faustus te Leeuwarden. Dit is gebaseerd op de magiër en medicus Johann Faust.